# 隆戈米尔
隆戈米尔是葡萄牙波塔莱格雷区的一个堂区。总面积46.19平方公里，总人口1494人，人口密度32.3人/平方公里。